# Șoimari
Șoimari est une commune roumaine du județ de Prahova, dans la région historique de Valachie et dans la région de développement du Sud.

## Géographie
La commune de Șoimari est située dans l'est du județ, à la limite avec le județ de Buzău, sur la rivière Lopotna, affluent du Cricovul Sarat, dans les collines du piémont des Carpates courbes, à 38 km au nord-est de Ploiești, le chef-lieu du județ.
La municipalité est composée des trois villages suivants (population en 1992) :
- Lopanița (757) ;
- Măgura (599) ;
- Șoimari (1 745), siège de la commune.

## Politique
| Identité                 | Période | Période  | Durée |
| Identité                 | Début   | Fin      | Durée |
| ------------------------ | ------- | -------- | ----- |
| Constantin Dragomir (d)  | 2008    | 2016     | 8 ans |
| Laurențiu Ion Bădica (d) | 2016    | En cours | 9 ans |

## Démographie
Lors du recensement de 2011, 97,38 % de la population se déclarent roumains (2,47 % ne déclarent pas d'appartenance ethnique et 0,13 % déclarent appartenir à une autre ethnie).
De plus, 93,35 % déclarent être chrétiens orthodoxes et 3,89 % être pentecôtistes (2,47 % ne déclarent pas d'appartenance religieuse et 0,26 % déclarent appartenir à une autre ethnie).

## Économie
L'économie de la commune repose sur l'agriculture.

## Communications

### Routes
La route régionale DJ100M rejoint Surani au nord et Păcureți et la vallée de la Teleajen au sud-ouest.

## Lieux
- Monastère Ianculești.